# Цибори-Галецькі
Цибори-Галецькі (пол. Cibory Gałeckie) — село в Польщі, у гміні Завади Білостоцького повіту Підляського воєводства.
Населення — 154 особи (2011).
У 1975-1998 роках село належало до Ломжинського воєводства.

## Демографія
Демографічна структура станом на 31 березня 2011 року:
|          | Загалом | Допрацездатний вік | Працездатний вік | Постпрацездатний вік |
| -------- | ------- | ------------------ | ---------------- | -------------------- |
| Чоловіки | 73      | 14                 | 50               | 9                    |
| Жінки    | 81      | 16                 | 42               | 23                   |
| Разом    | 154     | 30                 | 92               | 32                   |